# بيتر جنسن (محرر)
بيتر جنسن (بالإنجليزية: Peter Jensen)‏ هو محرر أسترالي، ولد في 11 يوليو 1943 في سيدني في أستراليا.